# کلیفورد گیرتز
کلیفورد گیرتز جیمز (۱۹۲۶ اوت ۲۳–۲۰۰۶ اکتبر ۳۰)، انسان‌شناس آمریکایی است که عمده شهرت خود را برای حمایت سرسختانه از تأثیر تمرین بر انسان‌شناسی نمادین به دست آورد که برای سه دهه نظریهٔ وی مورد استفاده قرار گرفت.
سخن‌شناسیِ فرهنگ بُنیاد